# ريمون كايلبيل
ريمون كايلبيل (بالفرنسية: Raymond Kaelbel)‏ (مواليد 31 يناير 1932) هو لاعب كرة قدم. يلعب مع منتخب فرنسا لكرة القدم. سبق له أن لعب في كأس العالم لكرة القدم مع منتخب بلاده.

## روابط خارجية
- ريمون كايلبيل على موقع قاعدة بيانات كرة القدم.إي يو (الإنجليزية)
- ريمون كايلبيل على موقع ناشيونال فوتبول تيمز (الإنجليزية)